# Lebor na hUidre
Lebor na hUidre, ook bekend onder de Engelse naam Book of the Dun Cow, is een Iers vellum manuscript uit de 12e eeuw. Het wordt bewaard in de Royal Irish Academy en is incompleet.
Het manuscript is waarschijnlijk door minstens drie verschillende mensen geschreven in het klooster van Clonmacnoise.
Het manuscript bevat de volgende teksten:
- Sex aetates mundi
- Lebor Bretnach (Een Ierse vertaling van de Historia Brittonum)
- Amra Coluim Chille (Een elegie over Sint-Columba)
- Scél Tuain meic Cairill do Finnen Maige Bile
- Dá brón flatha nime
- Mesca Ulad
- Táin bó Dartada
- Táin bó Flidais
- Immram curaig Mail Dúin
- Fís Adomnán
- Tucait innarba na nDessi i mMumain[bron?] ocus aided Chormaic
- Táin Bó Cúailnge
- Togail bruidne Dá Derga
- Fled Bricrenn
- Siaburchapat Con Culaind
- Fástini Airt meic Cuind ocus a chretem
- Echtra Condla Chaim meic Cuind Chetchathaig
- Imram Brain mac Febail
- Tochmarc Emire
- Compert Con Culainn
- Tochmarc Étaíne
- Compert Mongáin
- Scél Mongáin
- Tucait baile Mongáin
- Inna hinada hi filet cind erred Ulad

- Scéla laí brátha
- Scéla na esergi
- Aided Nath Í ocus a adnacol
- Aided Echach meic Maíreda
- Fotha catha Cnucha
- Serglige Con Culainn
- Senchas na relec
- Genemain Áeda Sláne
- De genelogia Con Culaind
- Cath Cairnd Chonaill ria Diarmait mac Aeda Sláni for Guari Adni
- Comthoth Lóegairi co cretim ocus a aided